# Jessie Matthews
Jessie Matthews (Londra, 11 marzo 1907 – Eastcote, 19 agosto 1981) è stata un'attrice, ballerina e cantante inglese.
Fu una grande star del palcoscenico tra la fine degli anni venti e gli anni trenta, godendo di un buon successo nei film musicali.

## Biografia

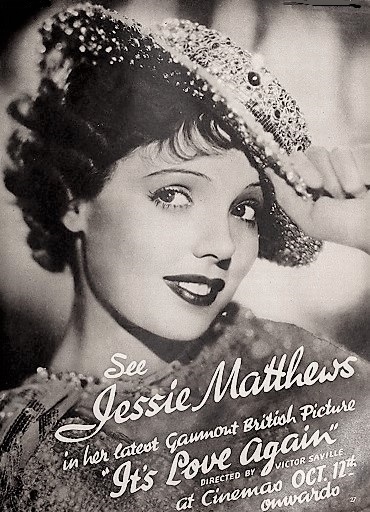
Jessie Matthews in It's Love Again, 1936

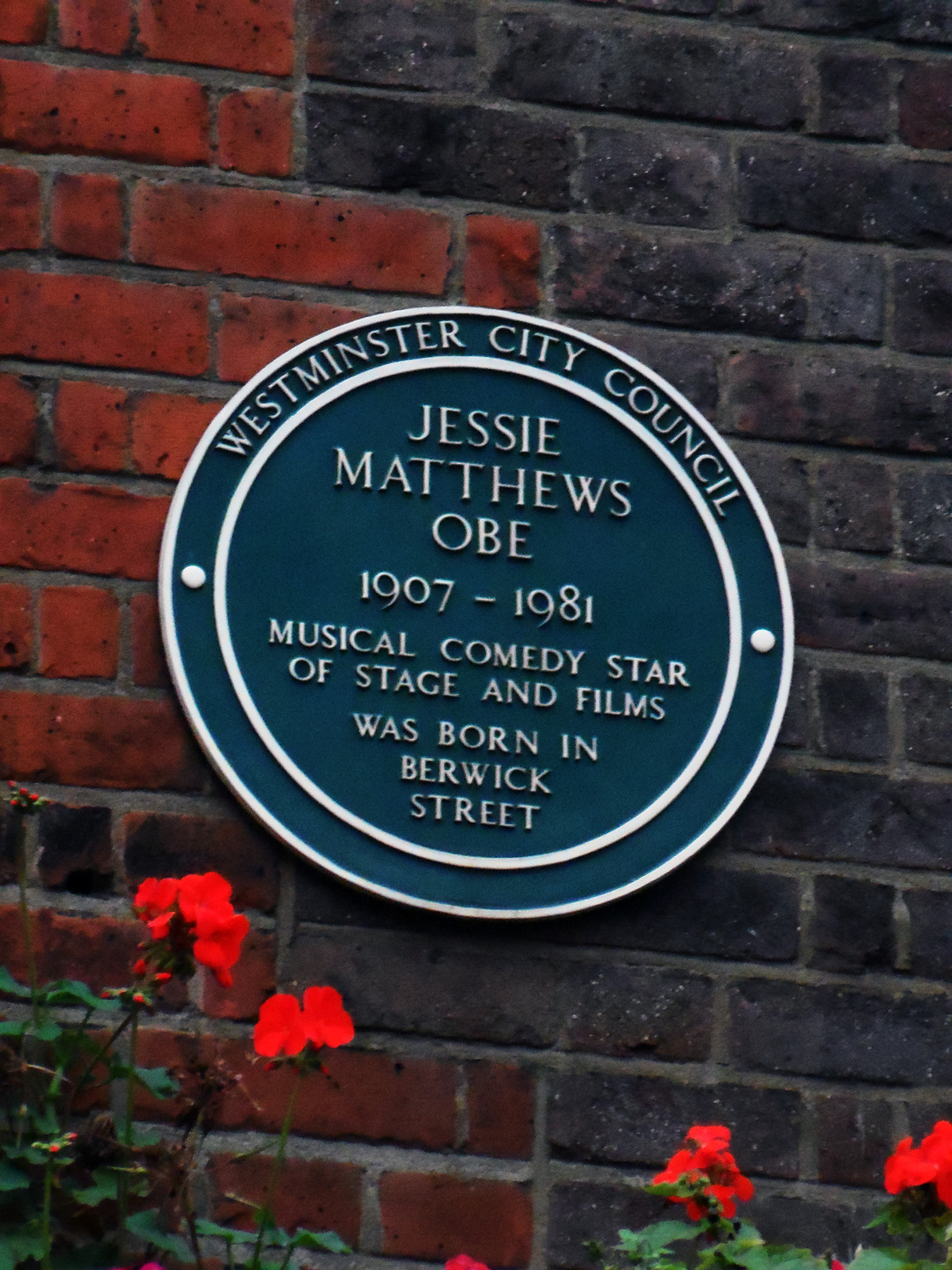
Targa commemorativa di Jessie Matthews

Jessie Matthews nacque in una famiglia numerosa e di umili origini a Soho, nel West End di Londra. Debuttò sul palcoscenico all'età di dieci anni nella commedia per bambini Bluebell in Fairyland, e nel 1923 si esibì come ballerina di fila nella rivista This Year of Grace di C. B. Cohran, con al fianco il popolare attore Sonnie Hale; Cohran intuì le sue capacità e la lanciò come soubrette, in spettacoli quali Una cosa dopo l'altra (One dam thing after another, 1927) e Quest'anno di grazia (1928) del commediografo e regista britannico Noël Coward, Sempre verde (Ever Green, 1930) di Richard Rodgers e Lorenz Hart in cui ballava e cantava Dancing on the Ceiling.
Si dedicò successivamente al cinema e alla prosa, recitando principalmente la parte di ingenua provocante, cui ben si adattava il suo aspetto fisico giovanile e al contempo affascinante.
La commedia musicale e la rivista le regalarono i maggiori successi e consensi, tra i quali Tieni la mia mano (1931) con Stanley Lupino e Gangway (1937).
La sua carriera declinò dopo la seconda guerra mondiale. L'attrice si trasferì in Australia e quando rientrò in Inghilterra, ritornò alla ribalta sostituendo l'attrice protagonista nella soap opera radiofonica Mrs Dale's Diary negli anni sessanta.
Jessie Matthews ha ricevuto l'onorificenza dell'Ordine dell'Impero Britannico nel 1970.
Ebbe numerose relazioni sentimentali, seguite accanitamente dalla stampa, e si sposò tre volte (la seconda con l'attore e regista Sonnie Hale). Malgrado alcuni problemi di salute, lavorò fino agli ultimi anni di vita.

## Teatro
- Bluebell in Fairyland, musica di Walter Slaughter, testi di Aubrey Hopwood, Charles H. Taylor (1919);
- London Calling!, musica di Noël Coward, Philip Braham, testi di Noël Coward (1923);
- This Year of Grace, musica di Noël Coward, testi di Noël Coward (1928);
- Wake Up and Dream, musica di Cole Porter, testi di Cole Porter (1929);
- Ever Green, musica di Richard Rodgers, testi di Lorenz Hart (1930).

## Filmografia
- The Beloved Vagabond, regia di Fred LeRoy Granville (1923)
- The Midshipmaid, regia di Albert de Courville (1932)
- Vienna di Strauss (Waltzes from Vienna), regia di Alfred Hitchcock (1934)
- La ballerina dei gangsters (Gangway), regia di Sonnie Hale (1937)
- Per sempre e un giorno ancora (Forever and a Day), regia di Edmund Goulding (1943)
- Le meravigliose avventure di Pollicino (Tom Thumb), regia di George Pal (1958)
- Il cagnaccio dei Baskervilles (The Hound of the Baskervilles), regia di Paul Morrissey (1978)